# Thüringer Gemeindeinfrastrukturfördergesetz
Beim Thüringer Gemeindeinfrastrukturfördergesetz handelt es sich um Landesrecht; Gegenstand ist die Verwendung von Geld aus dem Bundeshaushalt, das dem Freistaat Thüringen von 2014 bis einschließlich 2019 jährlich zufließen wird. Die Zuwendungen des Bundes ergeben sich aus dem Entflechtungsgesetz vom 5. September 2006, das als Artikel 13 des Föderalismusreform-Begleitgesetzes vom 5. September 2006 erlassen wurde (BGBl. I S. 2098).
Das Gesetz wurde als Artikel 14 des Thüringer Haushaltsbegleitgesetzes 2013/2014 vom 31. Januar 2013 erlassen und ist im Mai 2016 geringfügig geändert worden: dem § 1 Absatz 3 wurden zwei Sätze angefügt.